# Giovanni Urbani
Giovanni Urbani (Venecia, 26 de marzo de 1900 – Venecia, 17 de septiembre de 1969), cardenal, fue Patriarca de Venecia desde el 11 de noviembre de 1958 hasta el día de su muerte.

## Biografía
Nacido en Venecia en 1900, Urbani fue ordenado sacerdote en 1922 y fue consagrado obispo en 1946.
Fue nombrado Patriarca de Venecia el 11 de noviembre de 1958 por su predecesor en la cátedra de San Marcos, el Cardenal Angelo Giuseppe Roncalli, hecho Papa con el nombre de Juan XXIII; del que también fue elevado a Cardenal en el cónclave del 15 de diciembre de 1958 inicialmente con el título de Santa Prisca y posteriormente con el título de San Marcos (que es tradicionalmente asignado al Patriarca de Venecia) en marzo de 1962 después de que quedase vacante por la muerte del Cardenal Elia Dalla Costa sucedida en diciembre de 1961.
El cardenal Urbani participó en el Concilio Vaticano II desde 1962 hasta su clausura en 1965. También tomo parte en el cónclave de 1963 en el que salió elegido Papa Pablo VI.
Murió en Venecia el 17 de septiembre de 1969 siendo sepultado en la cripta de la Basílica de San Marcos en Venecia. Su posición de Patriarca de Venecia fue singular, puesto que tanto su predecesor como su sucesor en el Patriarcado fueron Papas.
| Predecesor: Angelo Giuseppe Roncalli | Patriarca de Venecia 11 de noviembre de 1958 - 17 de septiembre de 1969 | Sucesor: Albino Luciani |

- Datos: Q918303
- Multimedia: Giovanni Urbani / Q918303